# Copa Rio Branco 1940
Copa Rio Branco 1940 – turniej towarzyski o puchar Rio Branco odbył się po raz trzeci w 1940 roku. W spotkaniu uczestniczyły zespoły: Brazylii i Urugwaju.

## Mecze
| 24 marca Rio de Janeiro |  | Brazylia | 3 | - | 4 | Urugwaj |

| 31 marca Rio de Janeiro |  | Brazylia | 1 | - | 1 | Urugwaj |

## Końcowa tabela
| M | Reprezentacja | L.m. | Zw. | Rem. | Por. | Bramki | R.br. | Pkt |
| 1 | Urugwaj       | 2    | 1   | 1    | 0    | 5:4    | +1    | 3   |
| 2 | Brazylia      | 2    | 0   | 1    | 1    | 4:5    | -1    | 1   |

Triumfatorem turnieju Copa Rio Branco 1940 został zespół Urugwaju.
Poprzednim turniejem tej serii był Copa Rio Branco 1932, a następnym Copa Rio Branco 1946.